# سنغدركا (بالا خيابان ليتكوة)
سنغدرکا (بالفارسية: سنگ‌درکا) هي قرية تقع في إيران في قسم بالا خیابان لیتکوة الريفي.